# مثبط بارب
مثبطات بارب (بالإنجليزية: PARP inhibitors)‏ هي مجموعة أدوية تستعمل مضادة للسرطان، وكلمة "بارب" (بالإنجليزية: PARP)‏ هي مختصر بوليمراز متعدد أدينوسين ثنائي فوسفات الرايبوز (بالإنجليزية: Poly (ADP-ribose) polymerase)‏، لذا يمكن أن يكون الاسم الكامل لمجموعة الأدوية هو مثبطات بوليمراز متعدد أدينوسين ثنائي فوسفات الرايبوز. هذه الأدوية هي مثبطة لإنزيم بوليمراز متعدد أدينوسين ثنائي فوسفات الرايبوز والذي يلعب دورا مهما في تصليح أضرار الحمض النووي الريبوزي منقوص الأكسجين في الخلايا المتضررة.
الكثير من أدوية هذه المجموعة تستعمل في علاج السرطانات الموروثة.
تستعمل بعض الأدوية في علاج أنواع معينة من سرطان الثدي وسرطان البروستات وسرطان المبيض.

## الأمثلة
من أمثلة مثبطات بارب:

### أدوية مقرة استعمال
- أولاباريب، وله استعمالات قيد الدراسة.[3][4][5]
- روكاباريب[6]
- نيراباريب[7][8][9]
- تالازوباريب[10]

### أدوية قيد الدراسات السريرية
- فيليباريب[11]
- باميباريب[12][13][14]
- فوزولوباريب[15] [16]

### أوقفت الدراسات السريرية
- إينيباريب[17][18] [19]

### تجريبي
- 3-أمينوبنزاميد، وهو المركب النموذجي للمجموعة.[20]